# 白嘴乌鸦
白嘴乌鸦（学名：Corvus woodfordi）是鸦科鸦属的一种，为所罗门群岛的特有种。该物种的保护状况被评为无危。
白嘴乌鸦的平均体重约为467.0克。栖息地包括亚热带或热带的湿润低地林和亚热带或热带的湿润山地林。